# Шувалов Павло Андрійович (1830)
Павло Андрійович Шувалов (рос. Павел Андреевич Шувалов; Лейпциг / Санкт-Петербург, 25 листопада (13 листопада за старим стилем) 1830 — Ялта, 20 квітня (7 квітня за старим стилем) 1908) — російський державний діяч, генерал від інфантерії, брат графа Петра Андрійовича Шувалова.

## Біографія

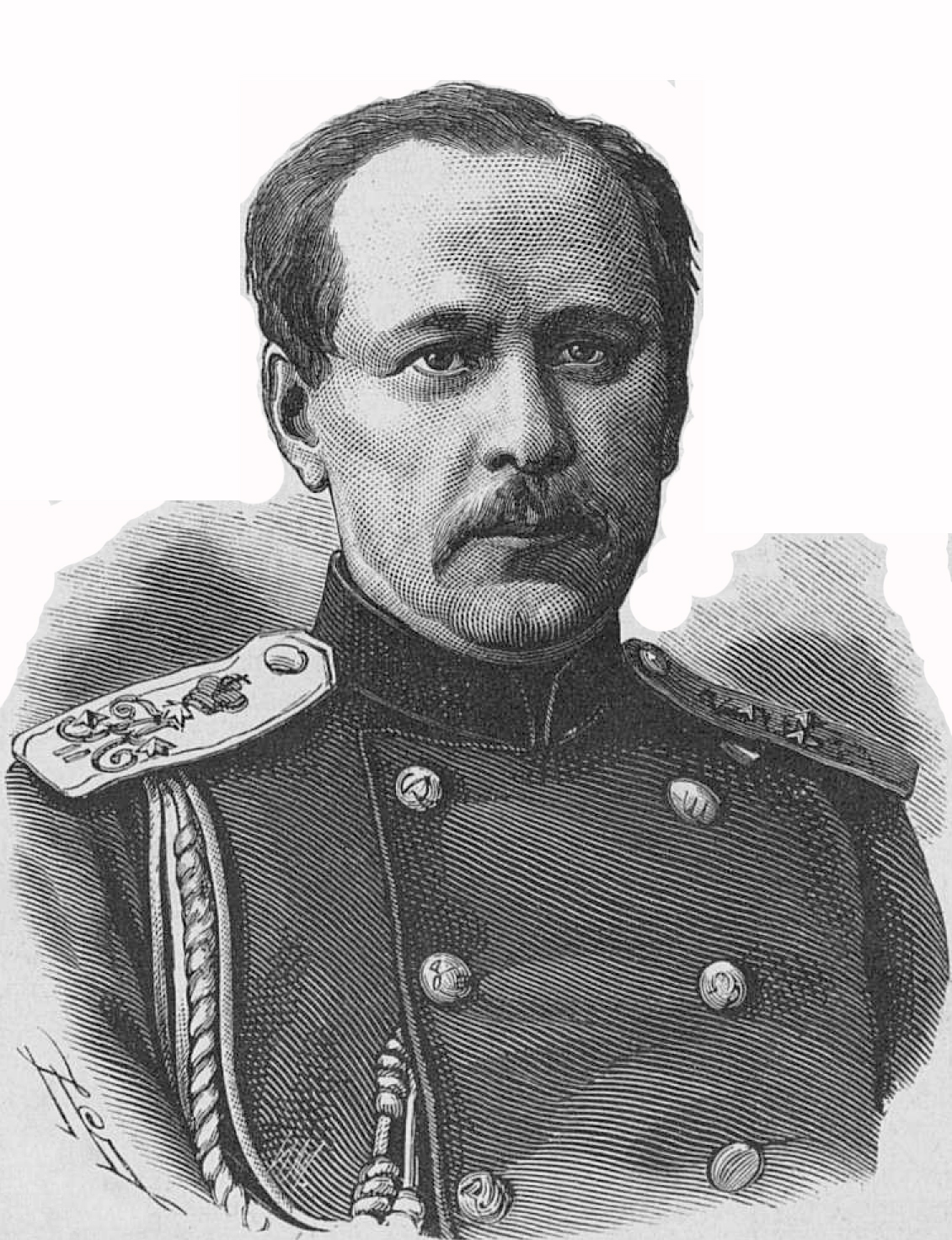
Шувалов Павло Андрійович, 1877 р

Павло Андрійович походив із роду Шувалових, який відігравав визначну роль у російській культурі та політиці з середини XVIII століття. Його батько, оберкамергер Андрій Петрович Шувалов, був помітною фігурою при дворах Миколи I та Олександра II. Його мати — Текла Ігнатіївна Валентинович, вдова князя Зубова та спадкоємиця. Граф Петро Андрійович Шувалов був його братом. Рундальський палац був відомим родинним маєтком.
Після завершення навчання в Пажеському корпусі, Павло з відзнакою служив у Кримській війні. Його військова кар'єра була досить успішною і досягла вершини званням повного генерала. Під час російсько-турецької війни 1877–1878 років він керував штабом імператорської гвардії та Петербурзьким військовим округом. З 1885 по 1894 рік був послом у Берліні, де припинив митну війну між Росією та Німецькою імперією в 1894 році, а також уклав Договір перестрахування з Отто фон Бісмарком. Протягом наступних двох років він обіймав посаду генерал-губернатора Варшави. Шувалов пішов у відставку в 1896 році та провів решту свого життя в Ялті.

## Шлюби та діти

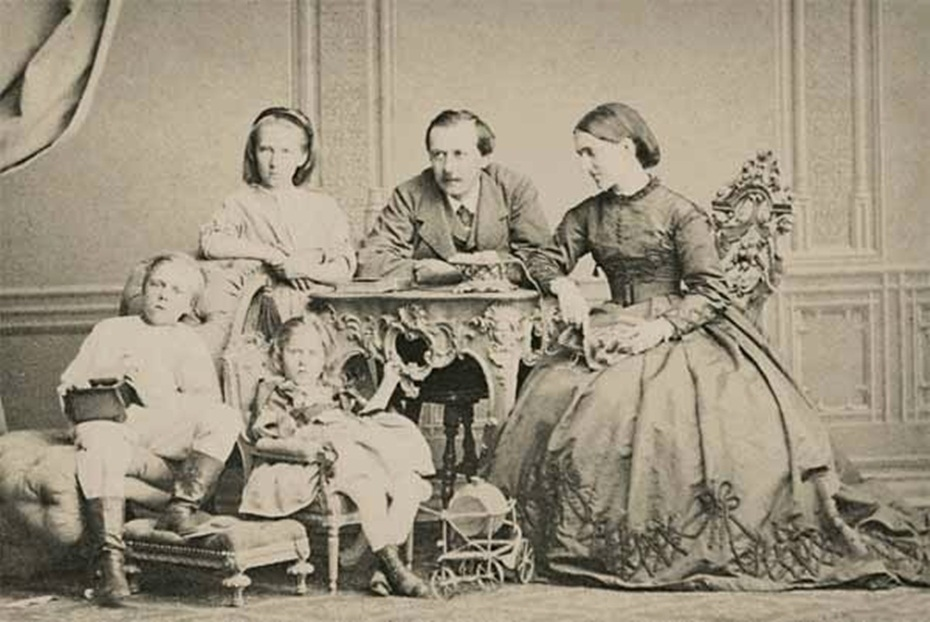
Шувалов з дружиною Ольгою і дітьми (1866)

Він одружився вперше в Санкт-Петербурзі 25 липня 1855 року з княгинею Ольгою Есперовною Бєлосельською-Бєлозерською (17 лютого 1838 — 9 грудня 1869), дочкою князя Еспера Олександровича Бєлосельського-Бєлозерського (Санкт-Петербург, 27 грудня 1802 — Санкт-Петербург, 15 червня 1846) та його дружини Олени Павлівни Бібікової (вересень 1812 — 15 лютого 1888), і мав дітей.

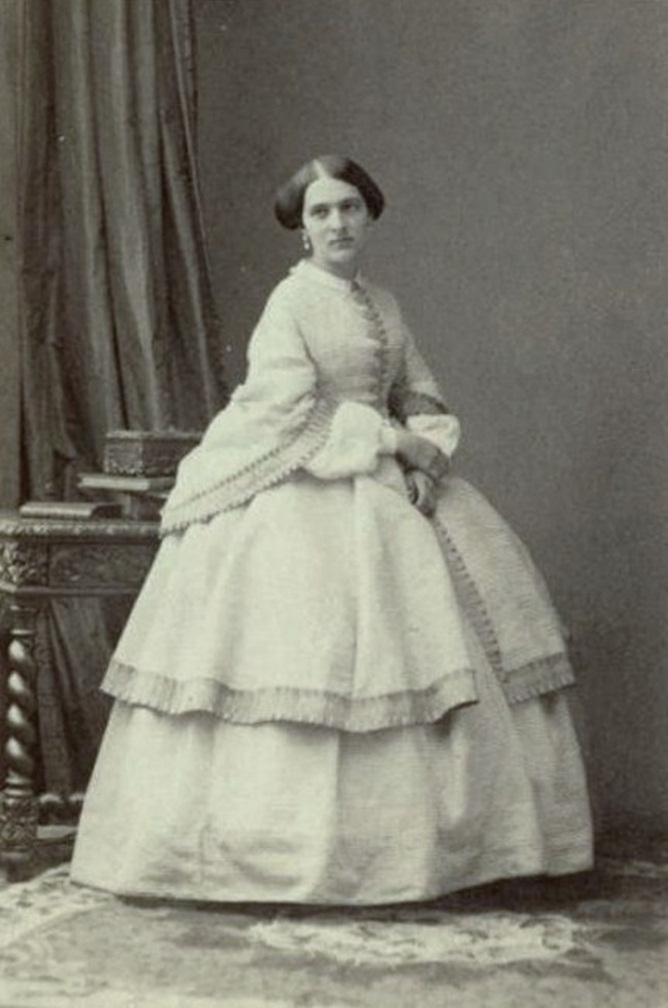
Шувалова Ольга Есперовна

Він одружився вдруге в Рундальському палаці 7 січня 1877 року з Марією Олександрівною Комаровою-Лукаш (Івелін, Версаль, 9 березня 1855 — Копенгаген, 28 квітня 1928), дочкою професора Олександра Сергійовича Комарова та його дружини Марії Миколаївни Лукаш (бл. 1830 — ?), дочкою Миколи Євгеновича Лукаша (11 грудня 1796 — Москва, 20 січня 1868) та його дружини княгині Олександри Луканични Гудіанової (26 травня 1804 — 23 лютого 1832), і мав дітей.

## Військова служба
19 листопада 1841 року Павло Шувалов був зарахований до пажів, 25 червня 1848 року отримав звання камерпажа і 4 вересня того ж року був зарахований до Пажеського корпусу. Після закінчення курсу наук у Пажеському корпусі 26 травня 1849 року був проведений в корнети і зарахований до лейб-гвардії Кінного полку. У кампанії того ж року проти угорців брав участь у поході гвардії до західних кордонів, проте у військових діях проти повстанців участі не брав.
11 липня 1854 року був призначений ад'ютантом при великому князі Миколі Миколайовичу і брав участь у Кримській кампанії. У вересні та жовтні 1854 року перебував при головній квартирі головнокомандувача Південною армією князя М. Д. Горчакова, а з жовтня 1854 по лютий 1855 року знаходився в обложеному Севастополі і за відзнаку в битві з англо-французами під Інкерманом був нагороджений 24 жовтня 1854 року орденом св. Анни 3-го ступеня з мечами. Крім того, за оборону м. Севастополя був проведений 6 грудня 1855 року в штабсротмістри і 26 серпня 1856 року отримав орден св. Станіслава 2-го ступеня.
12 квітня 1859 року Шувалов був проведений в ротмістри і через кілька днів отримав призначення перебувати при Військовому міністерстві і військовим аташе у Франції з перейменуванням в підполковники. Знаходився при Наполеоні III під час Італійської війни. 8 вересня того ж року удостоєний звання флігель-ад'ютанта. За відмінне виконання дипломатичних доручень при французькому дворі Шувалов був 17 квітня 1860 року проведений в полковники.
15 липня 1861 року був призначений виконуючим справи директора Департаменту загальних справ Міністерства внутрішніх справ і брав активну участь в роботах зі звільнення селян від кріпосної залежності, 30 серпня того ж року був удостоєний ордена св. Володимира 4-го ступеня. 25 травня 1863 року призначений командиром лейб-гвардії Стрілецького Його величності батальйону, на чолі якого взяв участь у придушенні польського повстання.
30 серпня 1864 року Шувалов був проведений в генерал-майори із зарахуванням до Свити його величності. 24 листопада 1864 року призначений командиром лейб-гвардії Семенівського полку. 30 серпня 1866 року отримав орден св. Володимира 3-го ступеня. 9 вересня 1867 року призначений начальником штабу військ гвардії і Петербурзького військового округу. Крім цього Шувалов, залишаючись на займаній посаді, був членом Комісій для розгляду питання про переозброєння армії, Головного військово-тюремного комітету, Комісії для складання проекту положення про управління господарською частиною у військах і, нарешті, помічником голови Головного комітету з влаштування і утворення військ. 17 травня 1871 року був проведений в генерал-ад'ютанти, 13 травня 1873 року — в генерал-лейтенанти. Перебуваючи на посаді начальника гвардійського штабу, П. А. Шувалов виступив в 1872 р. одним із семи засновників Сибірського торгового банку.
9 серпня 1877 року Шувалов був призначений командувачем 2-ю гвардійською піхотною дивізією. Брав участь у російсько-турецькій війні 1877—1878 рр. і перебував у боях під Горним Дубняком і на Правецькій позиції. 12 жовтня 1877 року він був нагороджений орденом св. Георгія 4-го ступеня "За особливі відзнаки, надані в бою під Горним Дубняком".
Після важкого бою з турками під Ташкісеном Шувалов перевалив через Балкани і в 1878 р. брав участь у загальному наступі Західного загону генерала Гурка на Філіппополь, причому командував зведеним корпусом, що складався з 2-ї гвардійської, 5-ї та 31-ї піхотних дивізій. Після вступу російських військ до Адріанополя Шувалов був призначений тимчасовим командувачем Гвардійським корпусом. 4 січня 1878 р. Шувалов був нагороджений орденом св. Георгія 3-го ступеня (У нагороду за відмінну мужність і хоробрість, виявлені в різночасних справах з турками в грудні 1877 року).
У квітні 1878 року був нагороджений золотою шпагою з діамантами та написом «Філіппополь 3, 4 і 5 січня 1878 р.», 10 березня 1879 року отримав прусський орден «Pour le Merite». Після закінчення війни Шувалов продовжував командувати своєю дивізією. 17 квітня 1879 року був призначений командиром Гренадерського корпусу і 14 березня 1881 року очолив на постійній основі Гвардійський корпус.

## У Берліні
Шувалов перейшов на дипломатичну службу 1 квітня 1885 року і отримав призначення послом до столиці Німецької імперії — міста Берлін. До 1894 року обіймав посади Надзвичайного і Повноважного посла при імператорі німецькому, королі прусському та надзвичайного посланника і повноважного міністра при дворах великих герцогств Мекленбург-Шверіна і Мекленбург-Стрелиця. Перебування його тут збіглося з припиненням митної війни 1893—1894 рр. і укладенням російсько-німецького договору 1887 року.
Особисто Шувалов користувався прихильністю як Вільгельма I, так і Вільгельма II, і був прихильником міцного зближення Росії з Німеччиною. 30 серпня 1887 року був проведений в генерали від інфантерії.
За посадою Шувалов з 1890 по 1894 був почесним головою Загальних зборів берлінського православного Свято-Князь-Володимирського братства і до смерті залишався його почесним членом.

## У Варшаві
З 13 грудня 1894 року Шувалов був варшавським генерал-губернатором і командувачем військами Варшавського військового округу, яку посаду обіймав до 12 грудня 1896 року.
14 травня 1896 року Шувалов був призначений членом Державної ради, проте активної участі в роботі ради не брав. Після смерті Олександра III пішов на спокій.
Помер 7 квітня 1908 року в Ялті, похований у Софійській церкві в селі Вартемяги Санкт-Петербурзької губернії.